# Nicat Rəhimov

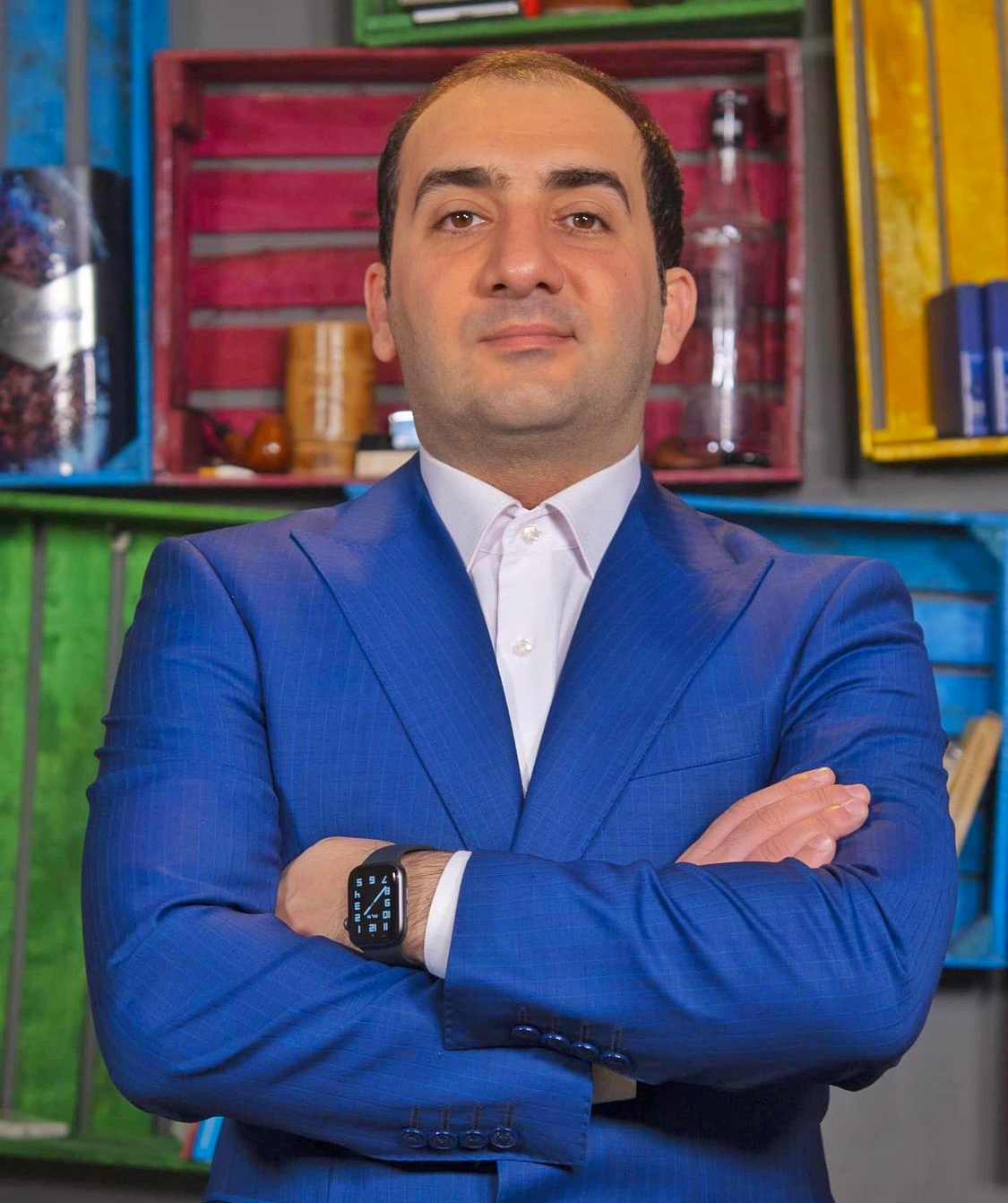
Nicat Rəhimov, 2020

Nicat Rahimov (* 17. April 1986 in Baku)  ist ein aserbaidschanischer Schauspieler und Fernsehmoderator.

## Karriere
Nach seinem Abschluss am Kunstgymnasium im Jahr 2005 trat Rəhimov in die Fakultät für darstellende Kunst der Aserbaidschanischen Staatlichen Universität für Kultur und Kunst ein, wo er 2009 seinen Abschluss machte.
Von 2002 bis 2006 war Rəhimov Teil der Planet Guys. Er spielte dann die Figur Şirin in der Fernsehserie Bozbash Pictures. Seit 2014 ist er Mitarbeiter von Azad Azerbaijan TV und bis 2016 moderierte er die Sendung Şirin çay.
Er heiratete 2017.

## Filmografie
- 2007: Planeta Parni İz Baku 100 Kağız
- 2009: Bacanaqlar
- 2011: Bozbash Pictures
- 2015: Ay brilliant[9]
- 2016: Axırıncı yol
- 2016: Palata 106
- 2016: Oğlan evi 2[10]
- 2016: Gizlənpaç
- 2017: Stalinin başı[11]
- 2017: Toydan sonra nağara
- 2018: Bir Xalanın Sirri[12]